# Улица Революции 1905 года (Улан-Удэ)
У́лица Револю́ции 1905 го́да (бур. 1905 оной Хубисхалай гудамжа) — одна из основных улиц Улан-Удэ, находится в Железнодорожном районе города. Длина — 3100 метров.
Названа в память о революционных событиях 1905—1906 годов в Верхнеудинске.

## География улицы
Улица проходит по северо-восточной стороне Транссибирской магистрали, параллельно ей. Начинается от соединения улиц Хахалова и Трактовой у юго-восточного края станции Улан-Удэ и идёт на северо-запад до соединения с Коллективной улицей и магистральной автодорогой на посёлок Стеклозавод Советского района города вблизи северо-западного края станции Улан-Удэ.
От улицы Революции 1905 года в северо-восточном направлении отходят улицы Московская, Добролюбова, Шульца, Сенчихина. В 450 метрах от своего начала улица транспортной развязкой образует перекрёсток с начальным участком проспекта им. 50-летия Октября у путепровода Транссиба.

## История улицы
Улица возникла в конце XIX — начале XX века со строительством Транссибирской магистрали. На улице был построен вокзал станции Верхнеудинск, рядом с ним была возведена железнодорожная церковь.
В 1900 году начала работать железнодорожная больница (здание не сохранилось). В феврале 1933 года в ней после катастрофы самолёта на Байкале лечился лётчик М. В. Водопьянов.
1 июня 1924 года открылся Рабочий сад — современный парк Железнодорожников. В саду была обустроена футбольная площадка, современный стадион «Локомотив», на которой с 1924 года проводился чемпионат города по футболу.
В 1937 году началось строительство нового здания вокзала, так как старый не справлялся с пассажиропотоком, а зал ожидания находился в здании бывшей железнодорожной церкви. Современное здание пассажирского вокзала сдано в эксплуатацию 18 октября 1938 года.
В 1940-е годы улица имела бо́льшую протяжённость и с частью нынешней Трактовой улицы через старый железнодорожный переезд выходила на улицу Куйбышева.
Решением исполкома Улан-Удэнского горсовета депутатов трудящихся № 23 от 12 декабря 1955 года улица была переименована в улицу Революции 1905 года.
В 1966 году ленинградский институт Гипрогор разработал проект планировки и застройки города Улан-Удэ (архитектор Л. Н. Путерман). В ходе реализации проекта, в 1970-е годы улица Революции 1905 года получила отчётливое оформление, как крупная транспортная магистраль.
14 сентября 2004 года началось строительство Свято-Никольской железнодорожной церкви. Церковь во имя Николая Чудотворца была освящена в августе 2006 года.

## Здания и объекты
На улице расположены здания, связанные со станцией Улан-Удэ:

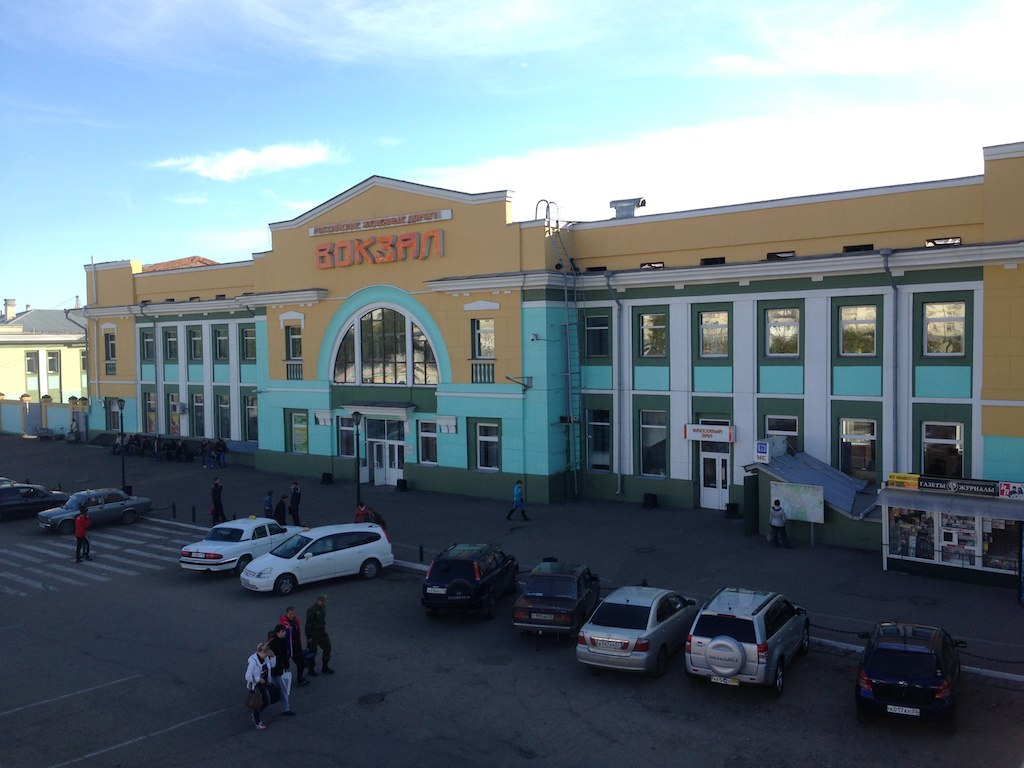
Вокзал станции Улан-Удэ

- Железнодорожный вокзал станции Улан-Удэ. Ул. Революции 1905 года, 35.
- Линейный отдел МВД на транспорте. Ул. Революции 1905 года, 49.
- Локомотивное депо станции Улан-Удэ. Ул. Революции 1905 года, 73.
- Детский сад НДОУ ОАО РЖД № 232. Ул. Революции 1905 года, 32п
- Железнодорожная поликлиника. Ул. Революции 1905 года, 36, 36а.
- Региональный центр связи (Железнодорожная АТС). Ул. Революции 1905 года, 48.
- Управление Улан-Удэнского региона ВСЖД. Ул. Революции 1905 года, 54.
- Востсибтранскомбанк. Ул. Революции 1905 года, 54а.
- Православная церковь Николая Чудотворца РПЦ (Железнодорожная церковь). Ул. Революции 1905 года, 56а.

Также на улице расположены:
- Министерство природных ресурсов и экологии Республики Бурятия. ул. Революции 1905 года, 11а.
- Республиканская служба по охране, контролю и регулированию использования объектов животного мира, отнесенных к объектам охоты, контролю и надзору в сфере природопользования. ул. Революции 1905 года, 11а.
- Министерство по развитию транспорта, энергетики и дорожного хозяйства Республики Бурятия. ул. Революции 1905 года, 11а.
- ГКУ «Управление региональных автомобильных дорог Республики Бурятия». ул. Революции 1905 года, 11а.
- Средняя общеобразовательная школа № 26. ул. Революции 1905 года, 100.

## Технические памятники и музеи

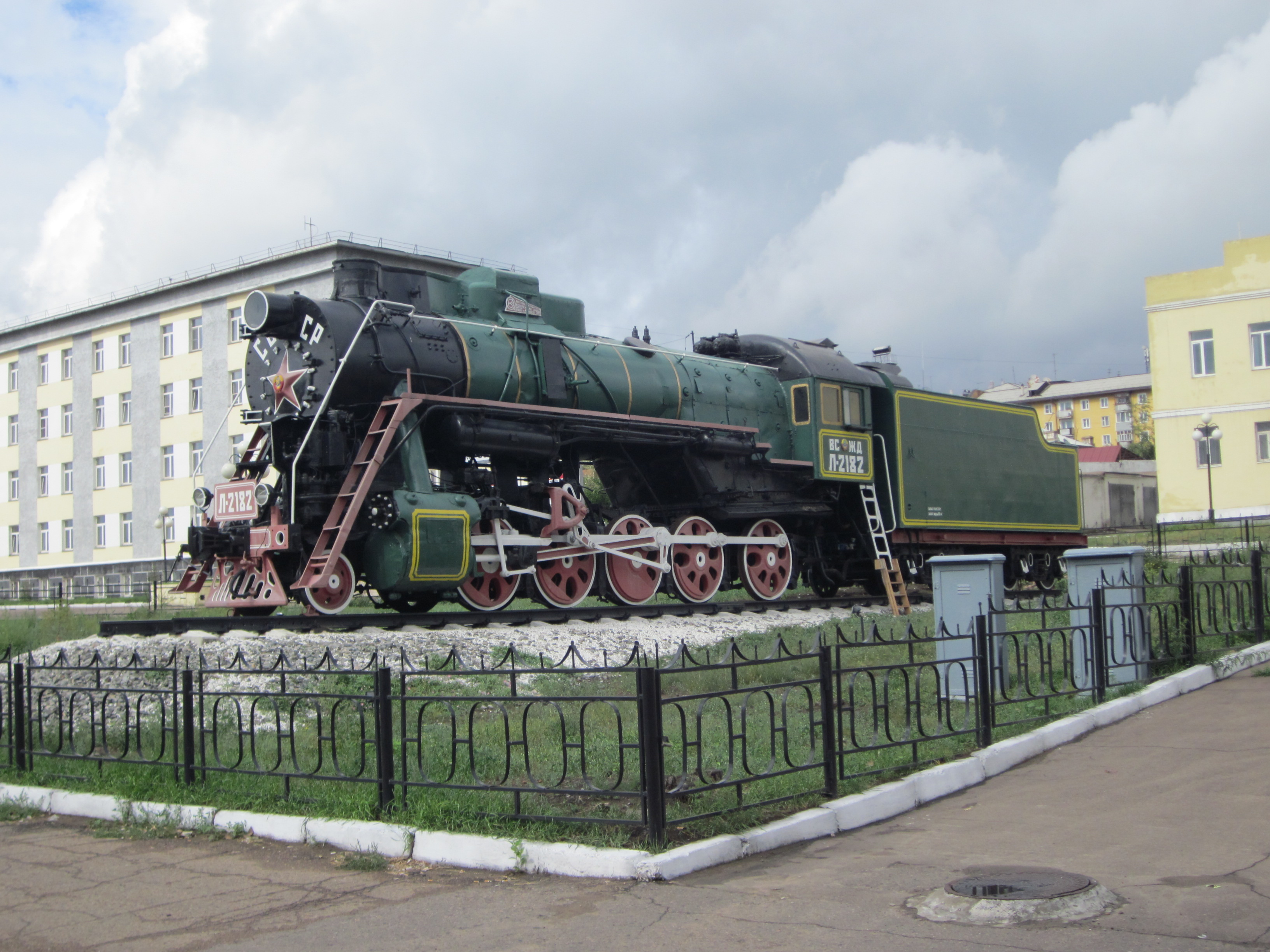
Паровоз Л-2182

- Музей локомотивного депо станции Улан-Удэ. Ул. Революции 1905 года, 73.
- Паровоз Л-2182 — построен на Коломенском заводе в 1953 году. Установлен в 2009 году перед зданием Улан-Удэнского регионального центра связи. Ул. Революции, 45.
- Электровоз ВЛ-60К-753. Там же.
- Паровоз Су 205-91 — установлен в 1987 году на главной платформе железнодорожного вокзала Улан-Удэ. Ул. Революции 1905 года, 35.

## Объекты культурного наследия
На улице находятся памятники истории:
- Памятник красногвардейцам-железнодорожникам — установлен в 1963 году в память павшим за Советскую власть в борьбе против интервентов и белогвардейцев на станции Верхнеудинск в 1918—1920 годах. Архитектор С. П. Портнягин. Перед зданием по ул. Революции 1905 года, 45 у памятников-локомотивов.
- Памятник работникам локомотивного депо, павшим в Великой Отечественной войне. Установлен в 1972 году в сквере напротив локомотивного депо. Ул. Революции 1905 года, 73.
- Здание по адресу ул. Революции 1905 года, 56. Мемориальная доска о том, что здесь в 1905 году находился верхнеудинский стачечный комитет и штаб рабочей боевой дружины.
- Здание старого паровозного депо, которое в годы трёх русских революций являлось местом активных революционных выступлений трудящихся и населения города Верхнеудинска.